# Heudicourt (Eure)
Pour les articles homonymes, voir Heudicourt.
Heudicourt est une commune française située dans le département de l'Eure en région Normandie.

## Géographie

### Localisation
Heudicourt est une commune du nord-est du département de l'Eure. Elle appartient à la région naturelle du Vexin normand et se situe à 6 km d'Étrépagny, à 12 km de Gisors, à 16 km de Lyons-la-Forêt, à 18 km de Gournay-en-Bray et 86 km de Paris.
| Longchamps | Sancourt        |                        |
| Étrépagny  | Heudicourt      | Saint-Denis-le-Ferment |
| Étrépagny  | Bézu-Saint-Éloi |                        |

### Hydrographie
La commune est située dans le bassin Seine-Normandie. Elle n'est drainée par aucun cours d'eau,.

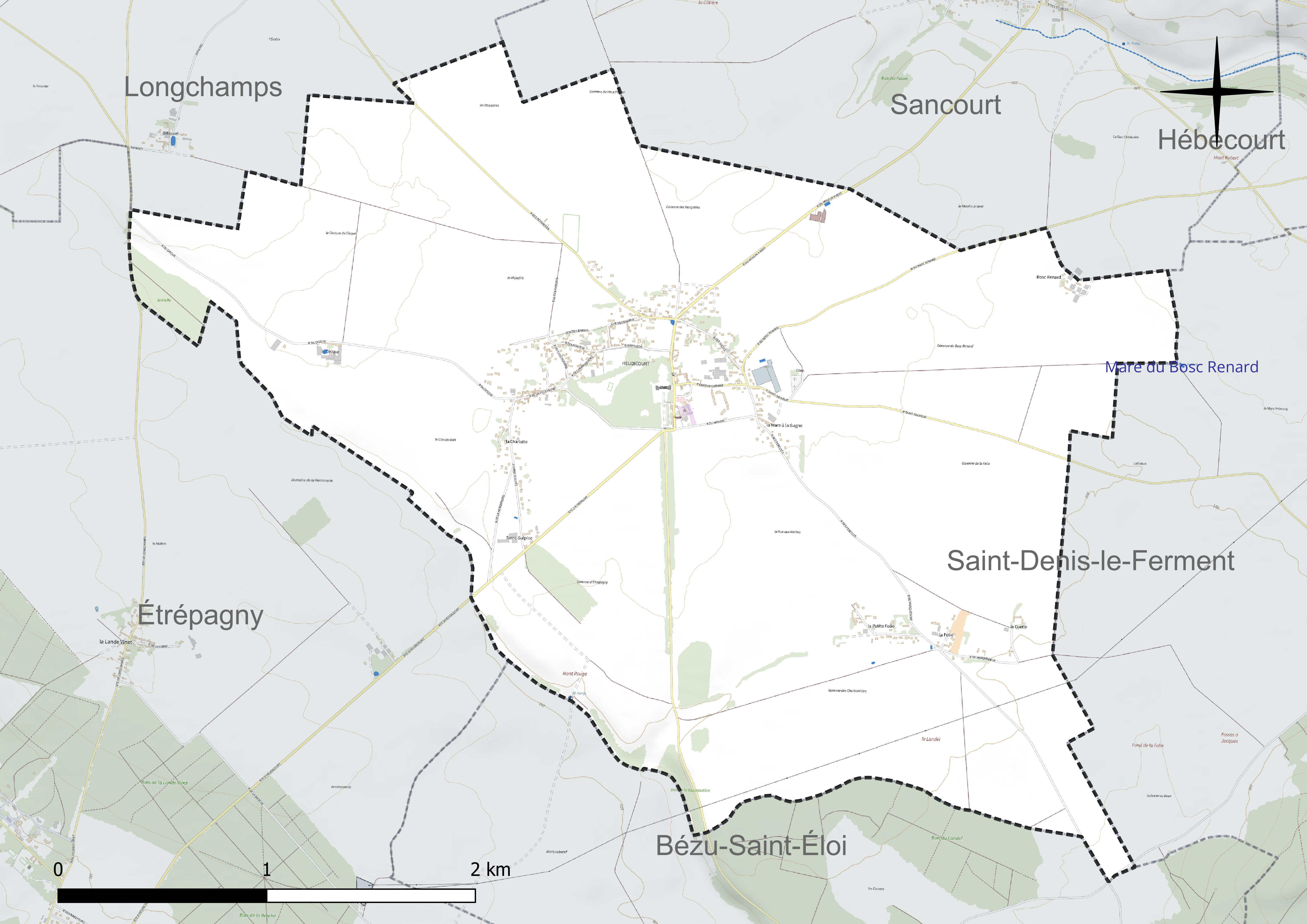
Réseau hydrographique d'Heudicourt.

### Climat
Pour des articles plus généraux, voir Climat de la Normandie et Climat de l'Eure.
En 2010, le climat de la commune est de type climat océanique dégradé des plaines du Centre et du Nord, selon une étude du CNRS s'appuyant sur une série de données couvrant la période 1971-2000. En 2020, Météo-France publie une typologie des climats de la France métropolitaine dans laquelle la commune est exposée à un climat océanique et est dans la région climatique  Sud-ouest du bassin Parisien, caractérisée par une faible pluviométrie, notamment au printemps (120 à 150 mm) et un hiver froid (3,5 °C). Parallèlement le GIEC normand, un groupe régional d’experts sur le climat, différencie quant à lui, dans une étude de 2020, trois grands types de climats pour la région Normandie, nuancés à une échelle plus fine par les facteurs géographiques locaux. La commune est, selon ce zonage, exposée à un « climat des plateaux abrités », correspondant aux plaines agricoles de l’Eure, avec une pluviométrie beaucoup plus faible que dans la plaine de Caen en raison du double effet d’abri provoqué par les collines du Bocage normand et par celles qui s’étendent sur un axe du Pays d'Auge au Perche.
Pour la période 1971-2000, la température annuelle moyenne est de 10,6 °C, avec  une amplitude thermique annuelle de 14,4 °C. Le cumul annuel moyen de précipitations est de 766 mm, avec 12,1 jours de précipitations en janvier et 8,3 jours en juillet. Pour la période 1991-2020, la température moyenne annuelle observée sur la station météorologique la plus proche, située sur la commune d'Étrépagny à 5 km à vol d'oiseau, est de 11,3 °C et le cumul annuel moyen de précipitations est de 774,0 mm,. Pour l'avenir, les paramètres climatiques de la commune estimés pour 2050 selon différents scénarios d’émission de gaz à effet de serre sont consultables sur un site dédié publié par Météo-France en novembre 2022.

## Urbanisme

### Typologie
Au 1er janvier 2024, Heudicourt est catégorisée commune rurale à habitat dispersé, selon la nouvelle grille communale de densité à 7 niveaux définie par l'Insee en 2022.
Elle est située hors unité urbaine. Par ailleurs la commune fait partie de l'aire d'attraction de Paris, dont elle est une commune de la couronne,. 

### Occupation des sols
L'occupation des sols de la commune, telle qu'elle ressort de la base de données européenne d’occupation biophysique des sols Corine Land Cover (CLC), est marquée par l'importance des territoires agricoles (92,8 % en 2018), en diminution par rapport à 1990 (93,7 %). La répartition détaillée en 2018 est la suivante : 
terres arables (92,8 %), zones urbanisées (7,1 %), forêts (0,1 %). L'évolution de l’occupation des sols de la commune et de ses infrastructures peut être observée sur les différentes représentations cartographiques du territoire : la carte de Cassini (XVIIIe siècle), la carte d'état-major (1820-1866) et les cartes ou photos aériennes de l'IGN pour la période actuelle (1950 à aujourd'hui).

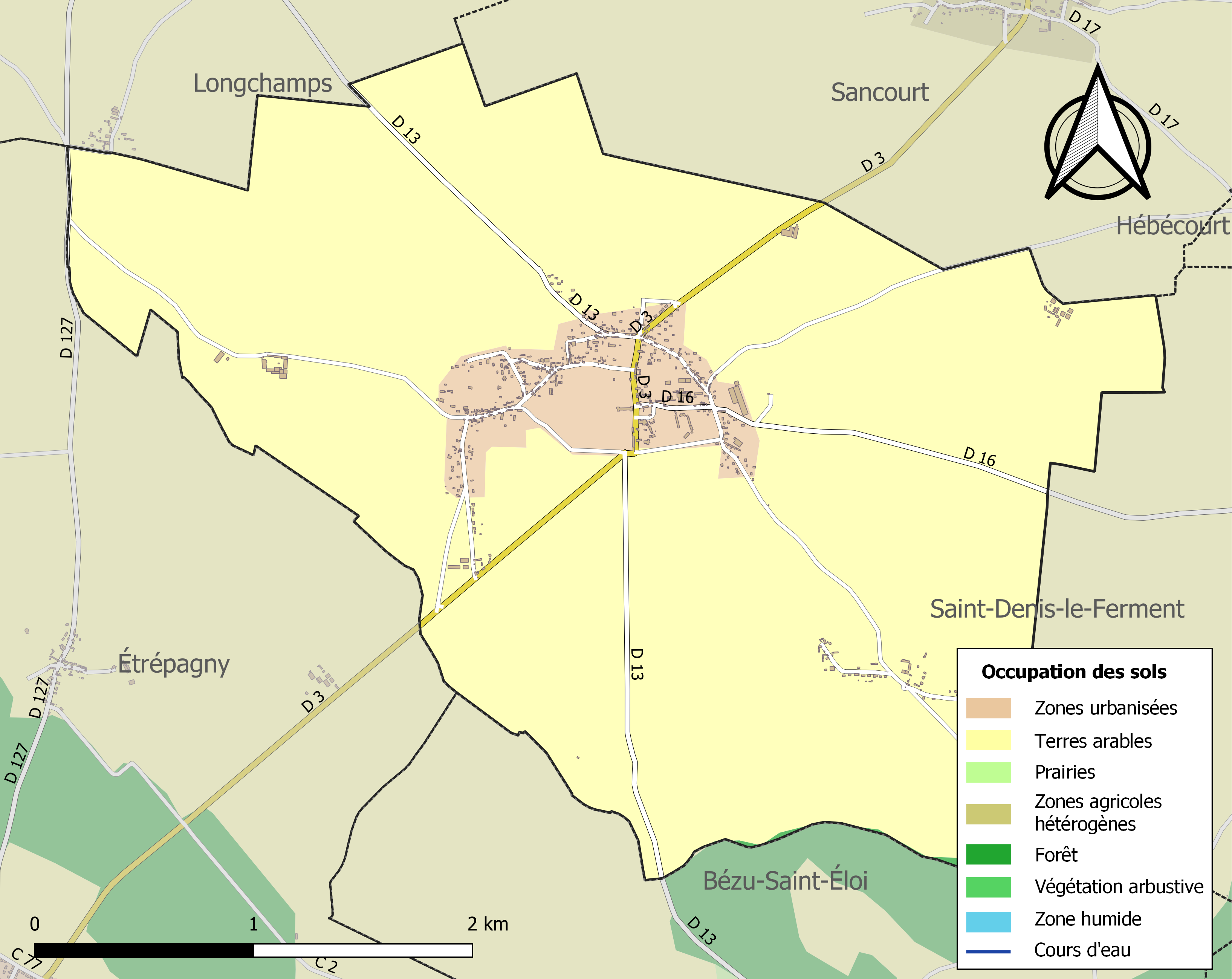
Carte des infrastructures et de l'occupation des sols de la commune en 2018 (CLC).

## Toponymie
Le nom de la localité est attesté sous les formes Heldreci Cortis au XIIe siècle, Hilliricort en 1173, Heudincourt en 1240, Haudicuria en 1305, Haudicourt en 1308 (charte de Philippe le Bel), Heudicuria en 1318 (Trésor des chartes), Heudincourt en 1451 (arch. nat., aveux de la châtellenie de Gisors), Heudricourt en 1597 (archives de la Seine-Inférieure), Eudicourt en 1647 (Mém. de Puységur).

## Histoire
Village de défrichement des XIe et XIIe siècles à plan radio concentrique d'un rayon de trois kilomètres environ. Du centre, avec le cimetière et le puits, il ne reste rien. Les axes de défrichement sont toujours visibles du ciel.
En juin 1158, a eu lieu, à Heudicourt, l'entrevue entre Louis VII et Henri II Plantagenet en vue du mariage de leurs enfants Marguerite et Henri, mettant ainsi un terme à leur hostilité par l'engagement de leurs deux familles.
Une des sept «  villes de Bleu » qui avait le droit de faire paître les bêtes et prendre du bois dans « la forêt de Bleu », (partie de la Forêt domaniale de Lyons, qui s’étendait jadis jusqu’à l’actuel bois de Gisors, autrefois « Buisson Bleu »).
Durant la guerre de Cent Ans, le fief d'Heudicourt est concédé par les Anglais à Richard Auburgham et prend alors le nom de « fief à l'Anglais ». Après la bataille de Formigny, Heudicourt fut rendue à son propriétaire, Robert de Saint-Martin.
En 1487, au moment des guerres d'Italie, Heudicourt appartenait à Valéran de la Tour Milon, et c'est après la Saint Barthélemy, en 1574, que la famille Sublet, originaire de Blois, acquit le domaine. C'est le second fils, Michel, qui fit construire le château.
Le 29 mars 1789 le tiers état se réunit dans l'église pour élire ses trois députés à l'assemblée du bailliage de Gisors et rédiger son cahier de doléances. Peu d'Heudicourtois signent les pv car illettrés, 21 alors que 220 peuvent venir. L'assemblée est présidée par le juge seigneurial et le cahier, préparé à l'avance à la demande des paysans riches qui ont volé les terres communales aux pauvres et leur donnent du travail.., Le cahier est par conséquent peu revendicatif. Le syndic du Tiers, instruit, cultivé, défend les pauvres et le vol est écrit dans le cahier ! Jean Baptiste Chefdeville syndic puis maire de la commune est l'homme le plus illustre de la commune. Le tiers état est prudent ! Il se rattrape en 1793 en brulant dans un feu de joie tous les titres seigneuriaux comme la loi oblige. Jacques Fréret, né à Saint-Aubin-Jouxte-Boulleng (Seine Maritime) le 25 novembre 1726, curé d'Heudicourt, est exécuté à Paris, barrière de Vincennes, avec cinq autres prêtres le 22 messidor an 2 (10 juillet 1794).
En septembre 1914, un commando allemand chargé de faire sauter le pont d'Oissel, traversa le village, à bord de véhicules à moteur.

## Politique et administration
| Période                                  | Période   | Identité            | Étiquette | Qualité            |
| ---------------------------------------- | --------- | ------------------- | --------- | ------------------ |
| mai 2020                                 | en cours  | Jean-Jacques Bouche |           | Ancien cadre       |
| mars 2001                                | mai 2020  | Yves Estève         | UMP-LR    | Ingénieur retraité |
| 1983                                     | mars 2001 | René Clouet         |           | Gérant Ets Clouet  |
| Les données manquantes sont à compléter. |           |                     |           |                    |

## Démographie
L'évolution du nombre d'habitants est connue à travers les recensements de la population effectués dans la commune depuis 1793. Pour les communes de moins de 10 000 habitants, une enquête de recensement portant sur toute la population est réalisée tous les cinq ans, les populations de référence des années intermédiaires étant quant à elles estimées par interpolation ou extrapolation. Pour la commune, le premier recensement exhaustif entrant dans le cadre du nouveau dispositif a été réalisé en 2008.

En 2022, la commune comptait 723 habitants, en évolution de +8,89 % par rapport à 2016 (Eure : −0,25 %, France hors Mayotte : +2,11 %).
| 1793 | 1800 | 1806 | 1821 | 1831 | 1836 | 1841 | 1846 | 1851 |
| ---- | ---- | ---- | ---- | ---- | ---- | ---- | ---- | ---- |
| 830  | 790  | 760  | 746  | 745  | 762  | 765  | 780  | 807  |

| 1856 | 1861 | 1866 | 1872 | 1876 | 1881 | 1886 | 1891 | 1896 |
| ---- | ---- | ---- | ---- | ---- | ---- | ---- | ---- | ---- |
| 777  | 732  | 673  | 614  | 623  | 590  | 581  | 507  | 480  |

| 1901 | 1906 | 1911 | 1921 | 1926 | 1931 | 1936 | 1946 | 1954 |
| ---- | ---- | ---- | ---- | ---- | ---- | ---- | ---- | ---- |
| 450  | 438  | 437  | 369  | 362  | 347  | 347  | 381  | 397  |

| 1962 | 1968 | 1975 | 1982 | 1990 | 1999 | 2006 | 2008 | 2013 |
| ---- | ---- | ---- | ---- | ---- | ---- | ---- | ---- | ---- |
| 428  | 441  | 389  | 392  | 519  | 535  | 600  | 618  | 638  |

| 2018 | 2022 | - | - | - | - | - | - | - |
| ---- | ---- | - | - | - | - | - | - | - |
| 703  | 723  | - | - | - | - | - | - | - |

## Culture locale et patrimoine

### Lieux et monuments

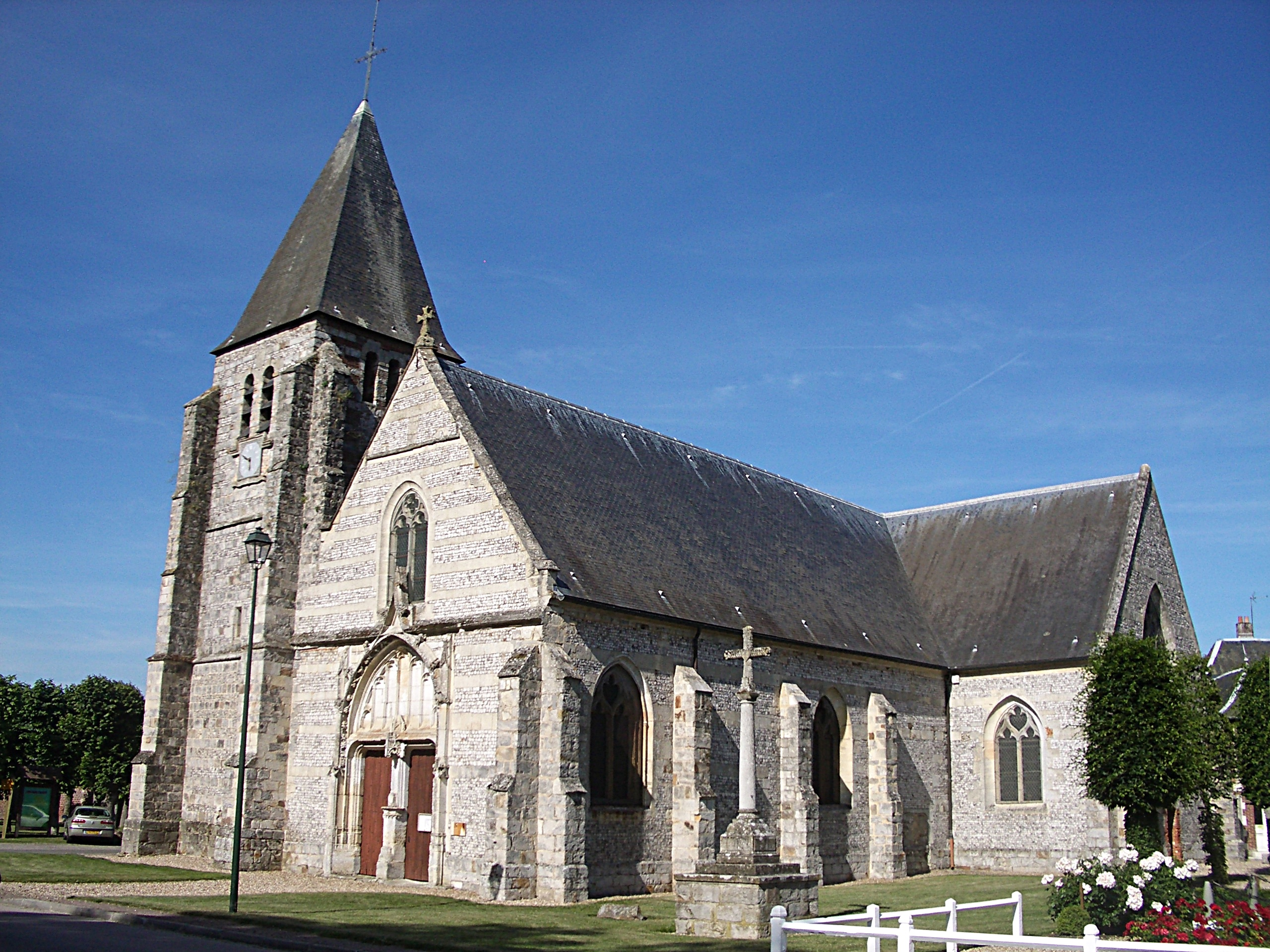
L'église Saint-Sulpice.

- L'église Saint-Sulpice des XIVe et XVIe siècles, classée au titre des Monuments historiques[23], est construite en pierre et silex. L'intérieur possède une voûte en bois polychrome avec engoulants.
- Chapelle Saint-Sauveur construite en 1890 dans le nouveau cimetière communal.
- Le château du XVIIe siècle, classé au titre des Monuments historiques[24].

### Patrimoine naturel

#### Site classé
- Le château, le petit parc qui l'entoure, l'allée bordée de tilleuls et de platanes le long de la route G.C. no 13, et la place de l'église  Site classé (1948)[25].

### Personnalités liées à la commune
- Jean Baptiste Chefdeville né en 1757 à Heudicourt et mort en 1831 à Heudicourt. Dernier syndic du Tiers Etat et premier maire de la commune. Intervient contre les nantis en faveur des pauvres lors de la rédaction du cahier de doléances, saisit en 1792 l'état civil religieux.
- Victor Paillard, bronzier, né à Heudicourt en 1805.
- le marquisat d'Heudicourt a été tenu par la famille Sublet, dont :
  - Michel Sublet, grand louvetier du roi ;
  - Armand-Gaston Sublet d'Heudicourt, son fils, nommé évêque d'Évreux qu'il n'a pas rejoint.